# Lukas Jørgensen
Lukas Lindhard Jørgensen (Lejre, 31 de marzo de 1999) es un jugador de balonmano danés que juega de pívot en el SG Flensburg-Handewitt. Es internacional con la selección de balonmano de Dinamarca.
Su primer gran campeonato con la selección fue el Campeonato Mundial de Balonmano Masculino de 2023, donde su selección ganó la medalla de oro.

## Palmarés

### Selección nacional
| Juegos Olímpicos   | Juegos Olímpicos             | Juegos Olímpicos | Juegos Olímpicos |
| Año                | Lugar                        | Medalla          |                  |
| ------------------ | ---------------------------- | ---------------- | ---------------- |
| 2024               | París                        | Medalla de oro   |                  |
| Campeonato Mundial |                              |                  |                  |
| Año                | Lugar                        | Medalla          |                  |
| 2023               | Polonia y Suecia             | Medalla de oro   |                  |
| 2025               | Croacia, Dinamarca y Noruega | Medalla de oro   |                  |
| Campeonato Europeo |                              |                  |                  |
| Año                | Lugar                        | Medalla          |                  |
| 2024               | Alemania                     | Medalla de plata |                  |

### GOG Gudme
- Liga danesa de balonmano (2): 2022, 2023
- Copa de Dinamarca de balonmano (1): 2022

### Flensburg
- Liga Europea de la EHF (1): 2024

### Consideraciones individuales
- MVP de la final de la Copa de Dinamarca de balonmano 2022[3]
- Mejor pívot de la Liga danesa de balonmano 2022-23[4]
- Mejor pívot del torneo masculino de balonmano de los Juegos Olímpicos de París 2024[5]

## Clubes
| Club                   | País      | Año       |
| ---------------------- | --------- | --------- |
| GOG Gudme              | Dinamarca | 2018-2019 |
| Århus GF               | Dinamarca | 2019-2021 |
| GOG Gudme              | Dinamarca | 2021-2023 |
| SG Flensburg-Handewitt | Alemania  | 2023-Act. |